# Grania postclitellochaeta
Grania postclitellochaeta är en ringmaskart som först beskrevs av Knöllner 1935.  Grania postclitellochaeta ingår i släktet Grania och familjen småringmaskar. Arten är reproducerande i Sverige. Inga underarter finns listade i Catalogue of Life.